# Вахитовское сельское поселение (Верхнеуслонский район)
Вахитовское се́льское поселе́ние — муниципальное образование в Верхнеуслонском районе Татарстана Российской Федерации.
Административный центр — деревня имени Мулланура Вахитова.

## История
Статус и границы сельского поселения установлены Законом Республики Татарстан от 31 января 2005 года № 19-ЗРТ «Об установлении границ территорий и статусе муниципального образования "Верхнеуслонский муниципальный район" и муниципальных образований в его составе».

## Население
| 2010 | 2011 | 2012 | 2013 | 2014 | 2015 | 2016 |
| ---- | ---- | ---- | ---- | ---- | ---- | ---- |
| 433  | ↘432 | ↗434 | ↗436 | ↘430 | ↘421 | ↘402 |
| 2017 | 2018 |      |      |      |      |      |
| ↗404 | ↘389 |      |      |      |      |      |

## Состав сельского поселения
| № | Населённый пункт         | Тип населённого пункта          | Население |
| - | ------------------------ | ------------------------------- | --------- |
| 1 | Бакча-Сарай              | посёлок                         |           |
| 2 | Ватан                    | деревня                         |           |
| 3 | Гребени                  | деревня                         |           |
| 4 | имени Мулланура Вахитова | деревня, административный центр |           |
| 5 | Ташевка                  | село                            |           |